# Audjassaare
Audjassaare (Seto: Audjasaarõ of Haudjasaarõ, Russisch: Аудьяссааре) is een plaats in de Estlandse gemeente Setomaa, provincie Võrumaa, met 12 inwoners (2021). De plaats heeft de status van dorp (Estisch: küla).
Tot in 2017 behoorde het dorp tot de gemeente Mikitamäe in de provincie Põlvamaa. In dat jaar werd Mikitamäe bij de gemeente Setomaa gevoegd en verhuisde ze meteen ook naar de provincie Võrumaa.

## Ligging
Audjassaare ligt aan de noordwestkust van het Meer van Pskov. Het Russische eiland Kolpina ligt op minder dan een kilometer afstand.
Het dorp ligt in het natuurgebied Lüübnitsa hoiuala (15,5 km²).

## Geschiedenis
Audjassaare werd voor het eerst genoemd in 1773 onder de Russische naam Авдѣева (Avdejeva). In 1885 werd de naam voor het eerst in Latijns schrift vermeld: Audjahaar. Het dorp lag in een nulk, een regio waar de taal Seto werd gesproken, de nulk Poloda. Poloda lag in de gemeente Lobotka met Lobotka als hoofdplaats. Het dorp behoorde tot de parochie van de kerk op het eiland Kolpina. Het gebied kwam pas in 1919, tijdens de Estische Onafhankelijkheidsoorlog, onder Estland; daarvoor viel het onder het Russische Gouvernement Pskov. Vanaf 1922 viel Audjassaare onder de Estische gemeente Mikitamäe.